# 三次市議会
三次市議会（みよししぎかい）は、広島県三次市に設置されている地方議会である。2024年4月14日、投開票され、現職18人、新人4人が当選した。投票率は55.42％。

## 概要
- 定数：22人[5][6]
- 任期：2024年4月18日 - 2028年4月17日[7]
- 議長：山村恵美子（清友会）（2022年5月13日[8] - ）2024年5月1日議長再選[9]
- 副議長：横光春市（三輝会）（2024年5月1日 - ）[9]
正副議長は2年での交代を申し合わせている[9]。
- 三次市議会事務局：三次市役所本庁舎本館7階[10]

## 会派
2024年4月18日現在
- 三輝会（7人）
- 清友会（5人）
- 明日への風（4人）
- 会派 未来（2人）
- 公明党（2人）
- 無所属（2人）（真正会（1人）日本共産党三次市会議員団（1人））

## 党派
2024年4月
- 公明党（2人）
- 立憲民主党（1人）
- 日本共産党（1人）
- 無所属（18人）

## 委員会
2024年5月1日現在
- 常任委員会[12]
  - 総務常任委員会（定数7人）
  - 教育民生常任委員会（定数7人）
  - 産業建設常任委員会（定数7人）
  - 予算決算常任委員会（定数21人）
  - 広報広聴常任委員会（定数7人）
- 議会運営委員会（定数8人）[12]

## 議員報酬と諸手当
- 月額[13]
  - 議長：月額 454,000円
  - 副議長：月額 407,000円
  - 議員：月額 371,000円
- 期末手当：6月および12月[13]
- 政務活動費：議員1人当たり月額3万円が会派に対して交付[14]。

## 議会だより
- みよし市議会だより（発行：三次市議会 編集：三次市議会広報公聴常任委員会）年4回発行[15]

## 議員定数
| 投開票日      | 定数 | 立候補者 |
| ------------- | ---- | -------- |
| 2008年4月06日 | 26   | 33       |
| 2012年4月15日 | 26   | 28       |
| 2016年4月03日 | 24   | 27       |
| 2020年4月12日 | 24   | 26       |
| 2024年4月14日 | 22   | 23       |

## 歴代議長
- 木村春雄
- 沖原賢治
- 亀井源吉
- 小田伸次
- 新家良和
- 山村惠美子（2022年5月13日[8] - ）※三次市議会初の女性議長[16]。2024年5月1日議長再選[9]。

## 沿革
- 1954年、双三郡の2町6村（十日市町・三次町及び粟屋村・神杉村・河内村・酒河村・田幸村・和田村）が対等合併し、三次市（初代）が市制施行。三次市議会、発足。
- 2004年、三次市（初代）、双三郡君田村・布野村・作木村・吉舎町・三良坂町・三和町、甲奴郡甲奴町の1市4町3村の計8市町村が新設合併して新しい三次市となった。
- 2023年7月3日、市議会 議会運営委員会は初のオンラインでの審議を試行した[17]。
- 2023年11月、市議会は市民を対象にした議会報告会を「議員と話そう」に名称を一新し、市内19会場で開いた[18]。
- 2024年、市議会は、市民に市政への関心を高めてもらう狙いで、議員が自身の議員活動や議会全体の取り組みを評価・検証し、公表する仕組みを設けた[19]。議員・議会活動を充実させ、2024年4月の改選を前に実際の評価を行った。市議会ページの議会基本条例ページに「議会・議員評価検証結果に関する報告書（令和6年2月）」を掲載し公表した[20]。